# Will Skinner

a Compétitions nationales et continentales officielles uniquement.

Dernière mise à jour le 19 avril 2020.
William John Skinner, né le 8 février 1984 à Northampton, est un joueur professionnel de rugby anglais évoluant au poste de troisième ligne aile pour les Harlequins. 

## Carrière
Il commence sa pratique du rugby à l'école de Bedford avant de représenter l'Angleterre en équipe nationale des moins de 18 et des moins 21 ans. Après avoir rejoint les Leicester Tigers en 2003, il quitte les Tigres au cours de l'été 2006 pour les Quins,. Will Skinner est le plus jeune capitaine du championnat d'Angleterre de rugby à XV lors de la saison 2008-2009. Il fait des études de commerce.
Will Skinner est appelé en équipe nationale A, appelée England Saxons, avec laquelle il remporte la Churchill Cup.
- 2003-2006 : Leicester Tigers
- depuis 2006 : Harlequins

## Palmarès
- Vainqueur de la Churchill Cup en 2008